# Ara massima di Ercole invitto
L'Ara Massima di Ercole invitto (latino: Herculis Invicti Ara Maxima) era un antico altare situato nel Foro Boario a Roma.

## Storia
È stato il primo centro di culto di Ercole edificato a Roma, antecedendo il Tempio di Ercole.
La tradizione romana rese questo luogo il sito in cui Ercole uccise Caco e attribuì ad Evandro la sua edificazione. L'ara venne edificata nel 495 a.C., quando la zona non era ancora stata bonificata e ricostruita nel II secolo a.C., quando per prevenire le piene del Tevere venne costruito un argine e si dovette procedere con la distruzione di tutti gli edifici del Foro Boario.
La struttura venne distrutta dal grande incendio di Roma del 64, ma venne ricostruita in seguito, probabilmente in età Flavia insieme al portico successivamente inglobato dalla basilica di Santa Maria in Cosmedin (portico di cui si conservano le colonne, utilizzate per dividere la navata principale da quella laterale). Nel 200 venne realizzata per i primi cristiani di Roma una piccola cappella nelle fondamenta dell'ara.
La struttura andò probabilmente distrutta o venne smantellata poiché sui suoi resti sorse già nel VI secolo Santa Maria in Cosmedin. Sono visibili, nella cripta, i blocchi di tufo che componevano il podio dell'ara o di un tempio dedicato sempre ad Ercole eretto da Pompeo Magno.
Dall'ara massima di Ercole partivano i trionfi, che si concludevano sul Campidoglio.

## Teorie e ipotesi sulla sua origine
A partire dall'archeologo Mario Attilio Levi e poi anche per Filippo Coarelli e Andrea Giardina, il già ampio novero di teorie e ipotesi sulle origini dell'Ara Maxima Herculis del Foro Boario andrebbe ampliato da una non remota eventualità che alla data edificatoria del 495 a.C. se ne debba premettere un'altra, risalente ad una fase più antica, databile in epoca arcaica. Strutturalmente, si sarebbe potuto trattare di un manufatto elementare del tipo altare di pietra rozza con tetto di legno. A fianco, quindi, delle già dimostrabili e accreditate ipotesi di ibridazioni religiose e di forme cultuali che nella figura di Ercole recepirono apporti culturali ellenici, microasiatici, etruschi, fenici, potrebbe rivendicare altrettanta verosimiglianza la possibile presenza di genti e pastori paleoumbri, naharki e sabini fino dalla fine dell'Età del Bronzo nella zona fluviale dove qualche secolo dopo si sarebbe formato il Foro Boario.
Oltre al polemico apporto di Levi - che volle screditare la matrice greca in favore del culto italico definito "Ercole romano" - a supporto della "Teoria Sabina" oggi si contano molti elementi di più. Non tanto e non solo i ritrovamenti archeologici dell'Isola Tiberina (l'ara del dio sabino Sancus), l'ascendenza sabino-tiburtina (secondo Weinstock) delle due "gentes patriciae" dedite al culto erculeo presso l'ara del Foro Boario (Potizi e Pinarii soprattutto), i collegamenti simbolici e religiosi dell'ara erculea romana con il Tempio di Ercole a Tivoli e con quella prelatura dei Salii - sacerdoti di Ercole - che a dispetto delle etimologie ufficiali prende nome dal compito di salvaguardia che svolgevano in difesa delle sacre implicazioni e dei riti connessi alla estrazione e alla commercializzazione del sale.
Che l'Ara Maxima Herculis del Foro Boario fosse meta e traguardo di un sistema circolare biunivoco di collegamento tra i due litorali dell'Italia Centrale - tra il tirrenico "Campus Salinarum" (le saline di Fiumicino-Maccarese) e le saline adriatiche di Pescara (Montesilvano e Monte Santangelo) - con una rete stradale unitariamente definibile "salaria" (e formata da quella propriamente detta più la Tiburtina, la Campana, l'Ostiense, la Portuense) che riforniva di sale tutta la macroregione sabina (la Regio IV) - oggi è un dato acquisito.
Non per nulla l'altare sorgeva a pochi passi dagli antichi depositi di sale che si estendevano lungo il Tevere e sotto l'Aventino all'altezza della strada demolita negli anni trenta dagli architetti del Duce e conosciuta fino ad allora come Via della Salara vecchia. 
Rafforza le ipoteche sabine sul monumento il fatto che fosse incluso nel sacro Pomerio secondo l'unanimità delle fonti, poiché non dedicato a divinità estere ("sacra peregrina"). Bensì ad un antico e supremo dio autoctono. È la parola "maxima" che presuppone sia una importanza preminente del dio che la monumentalità dell'opera. E in culture diverse da quella umbro-sabina e italica, l'eroe non fu mai il dio principale e tanto importante da figurare con Diana a capo degli dei in più di un Lectisternio.
Ma il sale - come paradigma economico e motore culturale - nell'Italia centrale non fu il solo e unico monopolio sabino, né l'esclusivo interesse che il dio sabino Ercole (assimilato a Sanco) patrocinava come divinità tutelare.
Insieme ai commerci di sale, frutta e verdura, di vini ed oli, di grano e cereali, l'Ercole Italico o Sabino tutelava mercati del bestiame e mattatoi. Perciò, i sacrifici presso l'Ara Maxima erano banchetti a base di carni e interiora. Ma insieme alla pastorizia e alle macellazioni, ai commerci di sale, alla gestione di fondi comuni di investimento (ottenuti dalle "decime" riscosse da Ercole nei suoi santuari) e alla strategica collocazione dell'ara come fulcro di una rete stradale ampia ed evoluta, ciò che di più marcatamente sabino si nota nelle memorie dell'altare erculeo del Foro Boario è l'inserimento proattivo in un "network" o in un "pipeline" di infrastrutture e di valori condivisi, di interessi economici e movimenti di massa.
Ci riferiamo alla transumanza orizzontale che univa (lungo percorsi fissi forniti di servizi e soluzioni logistiche) l'Umbria, il Lazio e l'Abruzzo fino alla Murgia pugliese e alla città magnogreca e neospartana di Taranto. Anche a Taranto c'erano saline e culto di Ercole. Forse anche in contrasto con le mitologie filoelleniche in voga a Romani, i Sabini rivendicavano le loro origini spartane ed un'antica parentela ideale con i tarantini rinvigorita meno dal culto delle origini, che dagli interessi economici.
Che "Tarentum" - forse come una mitica città dello spirito e degli antenati defunti - rivestisse per i sabini antichi e per i loro aristocratici discendenti saliti ai più alti livelli gerarchici nella Roma repubblicana ed imperiale è dimostrato dalla leggenda sabina che circolava sulle acque sulfuree (spesso presenti presso i santuari dell'Ercole Italico), sui monumenti funebri, sui riti salutistici che il capostipite mitico della gens Valeria (il sabino Valesius) fondò a poca distanza dal Campo Marzio, nell'area fluviale del cosiddetto "Tarentum". Questo pur breve e sintetico riassunto di alcune delle molto più numerose attestazioni archeologiche e storiografiche, filologiche, epigrafiche e letterarie che sembrano accreditare l'ipotesi di un'originaria matrice etnico e culturale Sabina dell'Ara Maxima Herculis del Foro Boario potrebbe forse incoraggiare studi di ampiezza e profondità molto maggiori, che considerino altri e ulteriori riferimenti.
Ad esempio, la dedica a un Ercole "custos et sospitalis" da parte del fattore ("procurator") Sabino ritrovata nella villa dei Gallonii presso il Centro Agroalimentare Roma sulla via Tiburtina e la scoperta in quel di Settecamini di una locanda o albergo dedicata al non lontano Ercole Tiburtino. Quello che in particolare affiora con forza è l'identità agroalimentare dell'Ercole Sabino che forse si venerava presso l'Ara Maxima del Foro Boario, ma sicuramente a Tivoli, ad Alba Fucens, a Sulmona (ove la dedica di una statuina ad un "Ercole Curino" evoca assonanze con la capitale sabina di "Cures" e cioè Passo Corese), come pure a Contigliano, a Palestrina (niente a che vedere con il Tempio della Fortuna Primigenia), a Campochiaro nel Matese.
Cercando nella IV Regio (sabina et Saminum) saline, acque solfuree (dove si disinfettavano e curavano le greggi), tratturi e tracciati o diverticoli di "viae salariae" affiora quasi sempre un santuario, un tempio, un altare dedicato a una suprema divinità italica (probabilmente sabina) e non al forzuto eroe clavigero. "Fu una divinità aniconica", spiegò però Mario Attilio Levi e proprio questa sua mancanza di immagine fu la prima causa della sua sparizione in seguito alla sovrapposizione dell'omonima figura ellenica. Le implicazioni e gli interessi agroalimentari dell'Ercole greco (dalla cornucopia della capra Amaltea alle mele rubate dall'Orto delle Esperidi), forse, contribuirono alla con-fusione delle due divinità.
Probabilmente, la seconda causa di questo schiacciamento fu invece politica. In molte occasioni - i Lectisternii ad esempio - e per lunghi secoli Roma venerò come divinità suprema il Dio eponimo di un popolo che non riuscì mai a sconfiggere del tutto perché si fece romano attraverso le "gentes" più ricche e potenti delle sue aristocrazie: i Valerii, i Claudii, i Flavii, i Pompei. Tutti costoro però conservarono una devozione profonda per Ercole e per la loro identità sabina. I Flavii, addirittura, si fecero un palazzo Imperiale sul Quirinale, dove in passato era sorto un tempio sabino di Sancus-Hercules e dove - pare - avessero abitato i misteriosi re sabini di Roma Tito Tazio e Numa Pompilio.